# ماکوتو اوکیگوچی
ماکوتو اوکیگوچی (به انگلیسی: Makoto Okiguchi) ژیمناست زادهٔ ۲۲ نوامبر ۱۹۸۵ میلادی اهل کشور ژاپن است.